# 広域バス (羽島市・海津市)

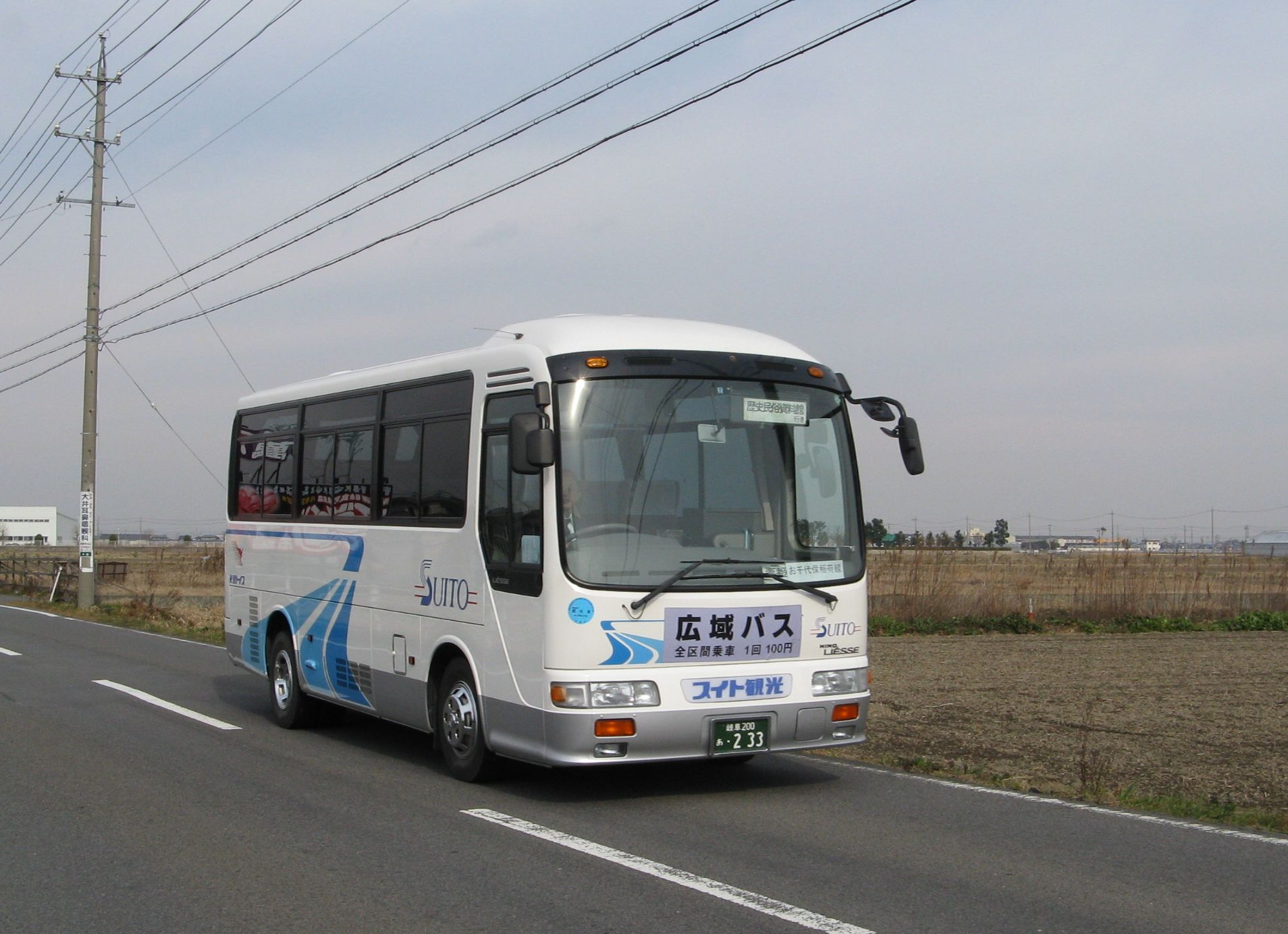
お千代保稲荷線（高田西バス停付近にて）

広域バス（こういきバス）とは、かつて岐阜県羽島市と海津市がスイトタクシー（現・スイトトラベル）に委託して運行していたコミュニティバス。
元々は岐阜バスが名鉄竹鼻線 大須駅からお千代保稲荷方面、海津町歴史民俗資料館へ運行していた路線である。
2009年（平成21年）4月1日、路線再編により、海津市コミュニティバスの路線の一部（海津羽島線）に統合された。

## ルート
お千代保稲荷線及び石津線
- 大須 - お千代保稲荷 - 海津市役所 - 海津医師会病院-石津駅-石津南

## 運賃
1乗車：100円均一。

## 歴史
- 2001年（平成13年）10月1日 - 名鉄竹鼻線の一部（江吉良駅・大須駅間）が廃止。大須・羽島市役所前駅間に羽島市代替バス運行開始。
- 2002年（平成14年）10月1日 - 岐阜バスお千代保稲荷線（大須 - お千代保稲荷 - 海津市歴史民俗資料館）廃止。羽島市、海津郡平田町、海津町の共同で、広域バスお千代保稲荷線運行開始。
- 2005年（平成17年）3月28日 - 海津郡平田町、海津町、南濃町が合併。海津市ができる。広域バスは羽島市と海津市の共同運行となる。
- 2006年（平成18年）4月1日 - 北回り線運行開始。
- 2009年（平成21年）4月1日 - 路線再編により、海津市コミュニティバスの一部になる。

## その他
羽島市コミュニティバスと大須で接続していた。このため、名鉄竹鼻線のダイヤ改正の際、羽島市代替バスと同様に時刻変更される場合があった。